# Кривое (Шептицкий район)
Кривое (укр. Криве) — село в Радеховской городской общине Шептицкого района Львовской области Украины.
Население по переписи 2001 года составляло 745 человек. Занимает площадь 1,51 км². Почтовый индекс — 80254. Телефонный код — 3255.